# 伊塔波蘭加 (聖保羅州)
23°42′28″S 49°29′23″W / 23.70778°S 49.48972°W

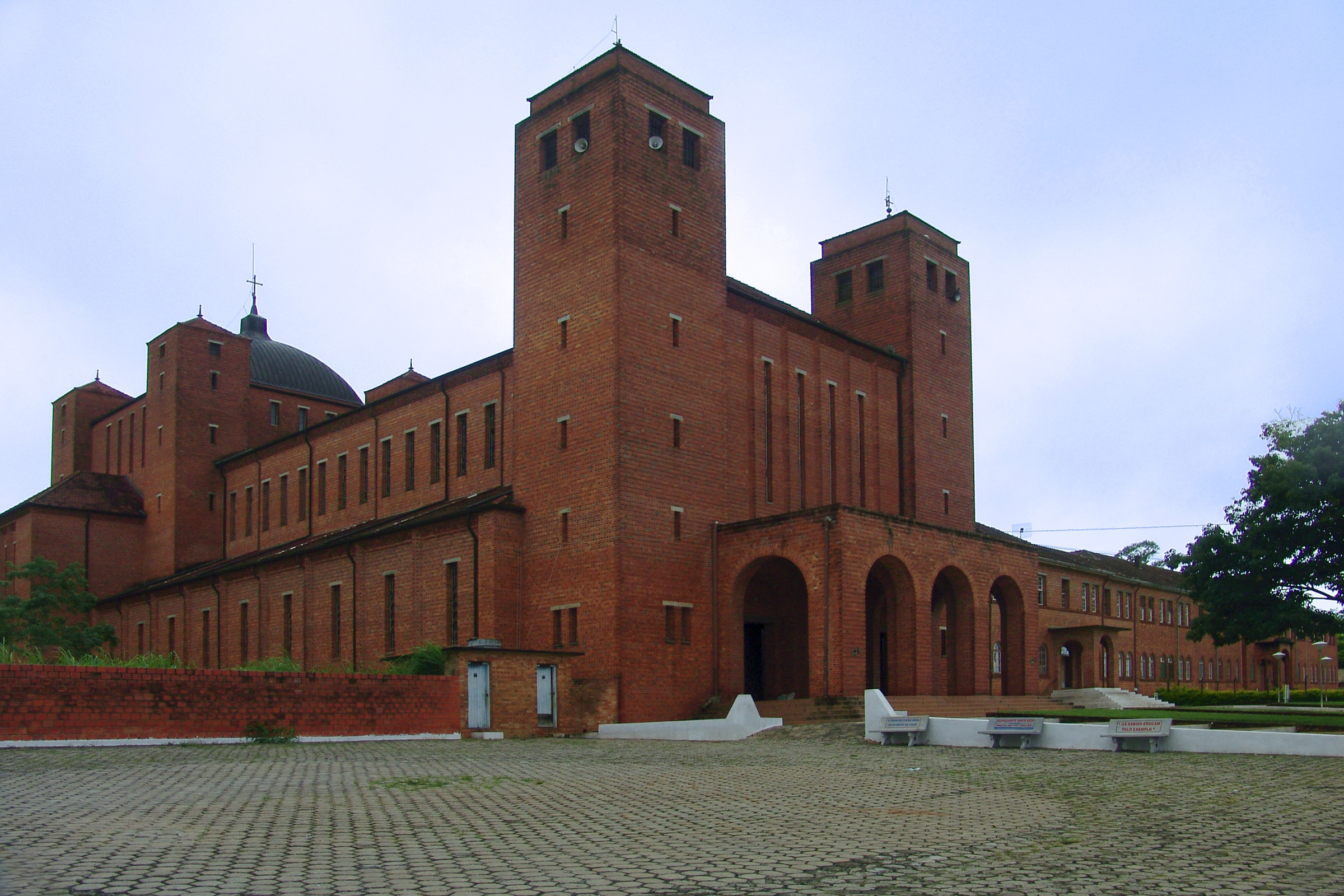
伊塔波蘭加的聖十字架聖母修道院

伊塔波蘭加（葡萄牙語：Itaporanga）是巴西的城鎮，位於該國南部，由聖保羅州負責管轄，始建於1845年8月21日，面積508平方公里，海拔高度589米，2013年人口15,064，人口密度每平方公里29.67人。